# Marsabitacris citronota
Marsabitacris citronota is een rechtvleugelig insect uit de familie Pyrgomorphidae. De wetenschappelijke naam van deze soort is voor het eerst geldig gepubliceerd in 1957 door Kevan.